# Will The Sun Rise?
«Will The Sun Rise?» es la segunda canción del disco Episode de Stratovarius publicado el 21 de septiembre de 1996 solo en Japón. Esta es una canción de las más rápidas en el repertorio de la banda finlandesa, junto con la ya conocida Father Time. El comienzo del solo de teclado y guitarra es una interpretación neoclásica de Violin Concerto No.1 in A Minor BWV 1041 de Johann Sebastian Bach.

## Lista de canciones
Todas las canciones escritas y compuestas por Timo Tolkki. 
| N.º | Título                      | Duración |  |
| 1.  | «Will the Sun Rise?»        | 5:06     |  |
| 2.  | «Speed of Light (Live)»     | 3:23     |  |
| 3.  | «Will the Sun Rise? (Live)» | 5:26     |  |
| 4.  | «Eternity (Live)»           | 6:33     |  |
| 5.  | «Father Time (Live)»        | 6:06     |  |
| 6.  | «Distant Skies (Live)»      | 4:24     |  |

## Personal
- Timo Kotipelto - Voz
- Timo Tolkki - Guitarra
- Jari Kainulainen - Bajo
- Jens Johansson - Teclados
- Jörg Michael - Batería

## Posicionamiento
| Año  | Lista                | Posición |
| ---- | -------------------- | -------- |
| 1996 | Finnish albums chart | 21       |